# دالفين (كوينزلاند)
دالفين، هي بلدة في كوينزلاند في أستراليا. يحدها نيو ساوث ويلز. في 2016 تعداد، كان عدد سكانها 335 نسمة.
يمر طريق نيو إنجلاند السريع عبر المنطقة من الشمال (ذا جلين) متجها إلى الجنوب (كوتونفيل).